# 太白尖蛛
太白尖蛛（学名：Aculepeira taibaishanensis）为园蛛科尖蛛属的动物。在中国大陆，分布于陕西等地。该物种的模式产地在陕西。